# Eva Sršen
Eva Sršen (Ljubljana, 1951) is een voormalig Sloveens zangeres.

## Biografie
Sršen begon haar muzikale carrière in de vroege jaren zeventig. In 1970 nam ze deel aan Jugovizija, de Joegoslavische preselectie voor het Eurovisiesongfestival. Met het nummer Pridi, dala ti bom cvet won ze de nationale finale, waardoor ze Joegoslavië mocht vertegenwoordigen op het Eurovisiesongfestival 1970, in Amsterdam. Daar eindigde ze op de elfde plaats. In 1974 waagde ze nogmaals haar kans in Jugovizija, evenwel zonder succes. In 1982 beëindigde ze haar muzikale carrière.